# Sodomija
Sodomija ali protinaravnost v najširšem pomenu označuje vse oblike »nenaravnih« spolnih praks - od onanije, bestialnosti, zoofilije, nekrofilije do različnih homoseksualnih praks. 
Izraz izhaja iz svetopisemskega mesta Sodoma, ki jo je, skupaj z Gomoro, Bog zaradi pregreh prebivalstva uničil.